# Hensmania
Hensmania je biljni rod od tri vrste geofita iz porodice čepljezovki. Sve tri su endemi iz Zapadne Australije.
Rod je opisan 1903.

## Vrste
1. Hensmania chapmanii Keighery
2. Hensmania stoniella Keighery
3. Hensmania turbinata (Endl.) W.Fitzg.

## Sinonimi
- Chamaecrinum Diels